# Minoritenkloster Brüssel
Das Minoritenkloster (niederländisch Minderbroedersklooster, französisch Couvent des frères mineurs oder Couvent des frères récollets) in Brüssel wurde im Jahr 1238 gegründet und 1796 geschlossen. Seine Bedeutung gründet vor allem darauf, dass Herzog Johann I. von Brabant, der Sieger der Schlacht von Worringen, das Kloster für sich als Grablege wählte.

## Lage
Das Kloster befand sich im heutigen Zentrum Brüssels nördlich der Grand-Place/Grote Markt zwischen der Rue de Tabora im Osten und der Place de la Bourse im Westen. Es lag am Ufer der Zenne/Senne, jenes Flusses, an dem Brüssel gegründet wurde.

## Geschichte
Die Minoriten – bis 1517 der allgemeine Begriff für die Franziskanischen Orden – ließen sich bereits 1230, also nur wenige Jahre nach dem Tod Franz von Assisis, außerhalb Brüssels nieder. 1238 zogen sie in die Stadt um und bauten östlich der Brüsseler Burg an der Place Saint-Géry erst eine Kapelle und dann ihr Kloster. Herzog Johann I. von Brabant († 1294) wählte das Kloster für sich und seine Ehefrau als Grablege.
1579, zur Zeit der Hugenottenkriege, wurde das Kloster geschlossen; die gotische Kirche und das Herzogsgrab wurden zerstört. Der Wiederaufbau des Chors erfolgte während der spanischen Gegenreformation im Stil des Barock, Erzherzog Albrecht VII. von Habsburg und die Infantin Isabella Clara Eugenia von Spanien ließen als Statthalter der habsburgischen Niederlande (1596–1633) auch das Herzogsgrabmal neu errichten. In diesem Jahrhundert wurde das Kloster mehrmals vergrößert, doch während des Pfälzischen Erbfolgekriegs, als Brüssel 1695 drei Tage lang von französischer Artillerie beschossen wurde, wurde auch das Minoritenkloster beschädigt, aber nicht zerstört: ein großer Teil des Klosterarchivs wurde vernichtet, die Gebäude konnten jedoch wieder instand gesetzt werden.
1796 wurde das Minoritenkloster von den Franzosen aufgelöst, sein Eigentum wurde verkauft. 1799 begannen die Abrissarbeiten. An der Stelle der Klosterkirche wurde der „Buttermarkt“ (Marché au beurre/Botermarkt) gebaut, der bis 1871 als Marktplatz genutzt wurde. 1868 begannen hier die Bauarbeiten für die Börse, die 1873 eingeweiht wurde. 1879 wurde dann die Senne gedeckelt.

## Ausgrabungen
Nachdem der genaue Standort des Klosters während des 19. Jahrhunderts in Vergessenheit geraten war, wurden im Jahr 1988 bei Ausgrabungen durch den Archäologen Pierre Bonenfant und sein Team von der Université libre de Bruxelles in der Beursstraat/Rue de la Bourse die Reste des Klosters ergraben und anschließend untersucht. Heute können die Resultate dieser Arbeiten – darunter auch das Grab Herzog Johanns – im Museum „Bruxella 1238“ besichtigt werden.

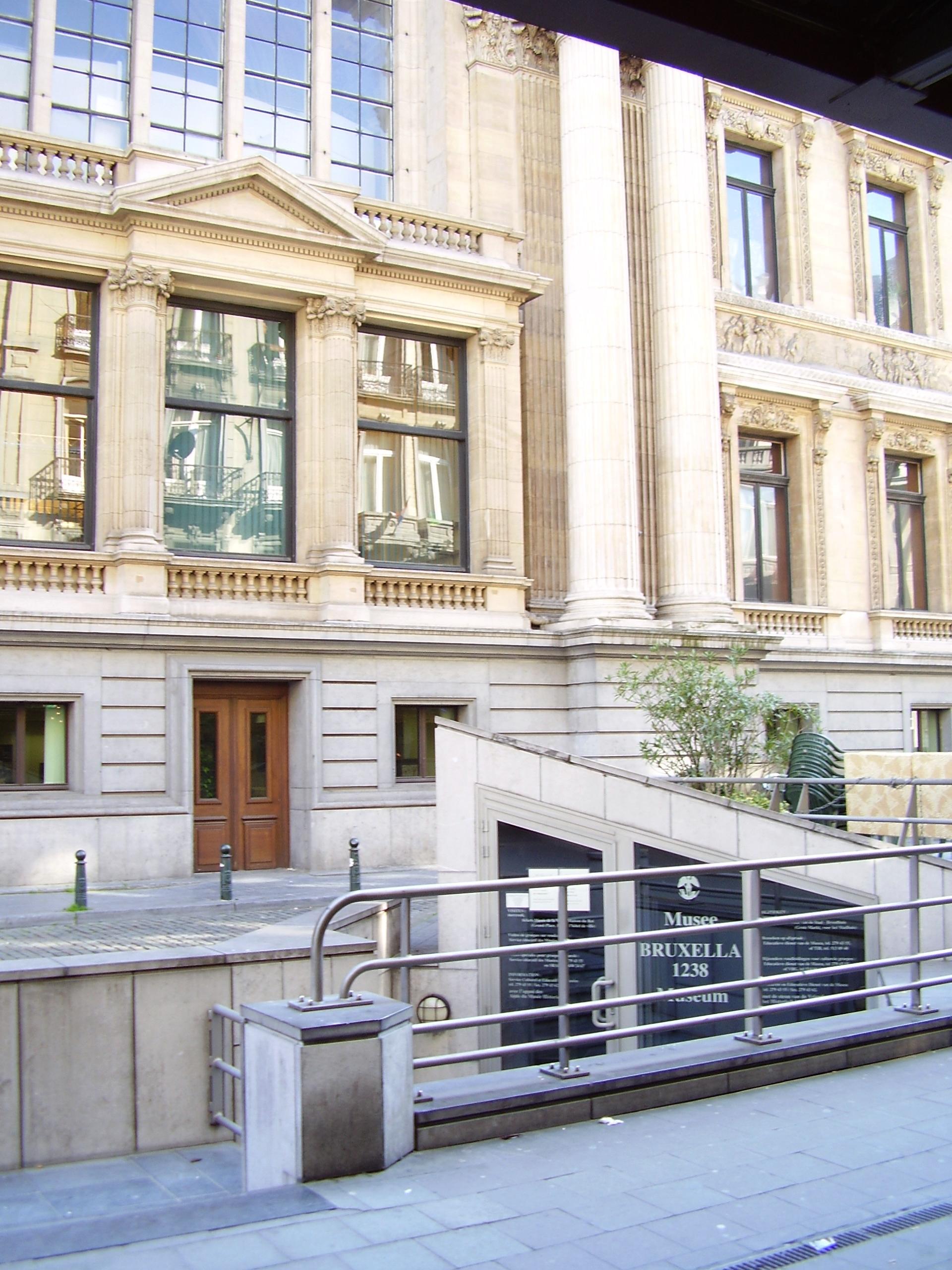
Museumseingang
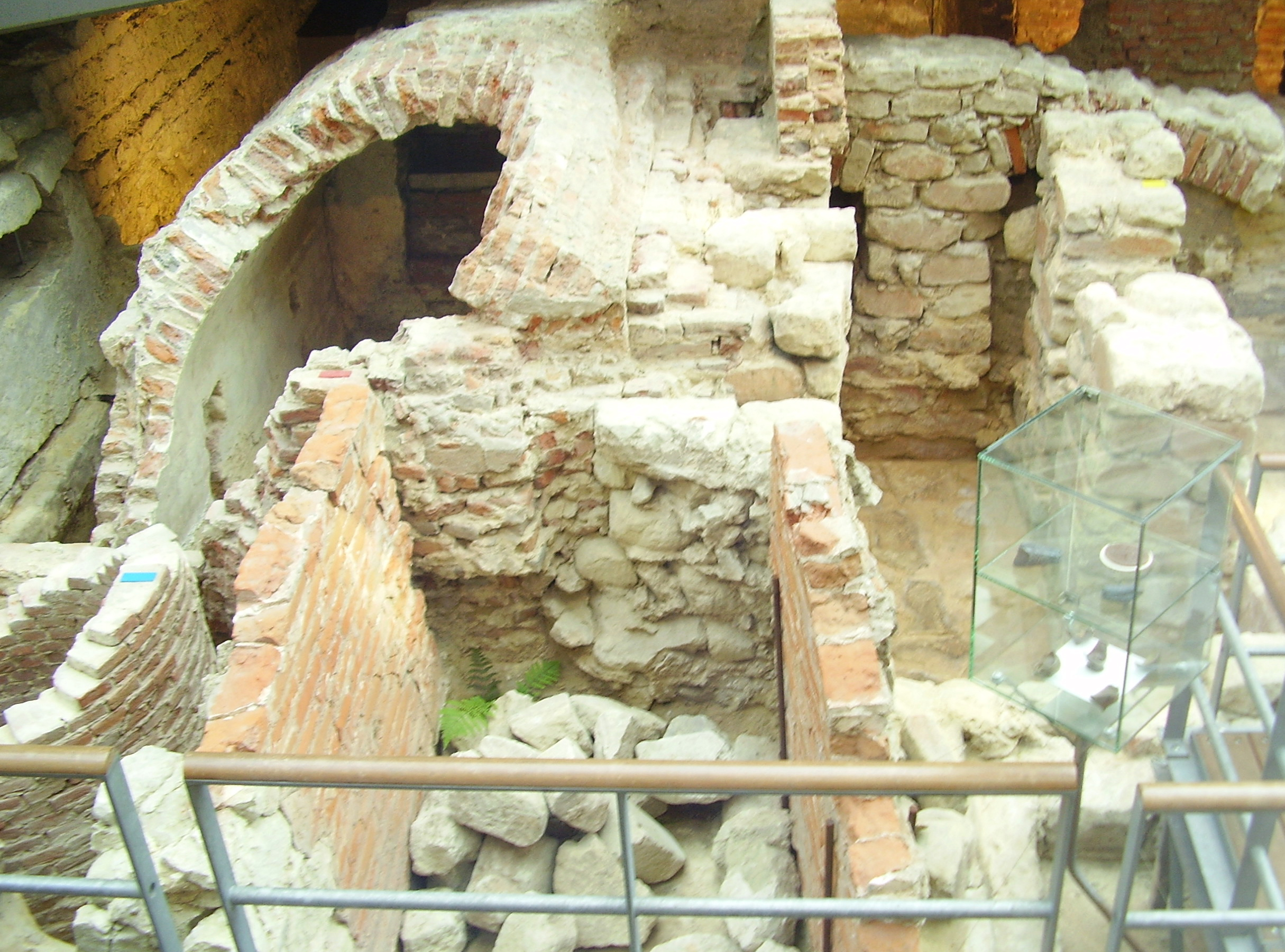
Fundamente des Chors
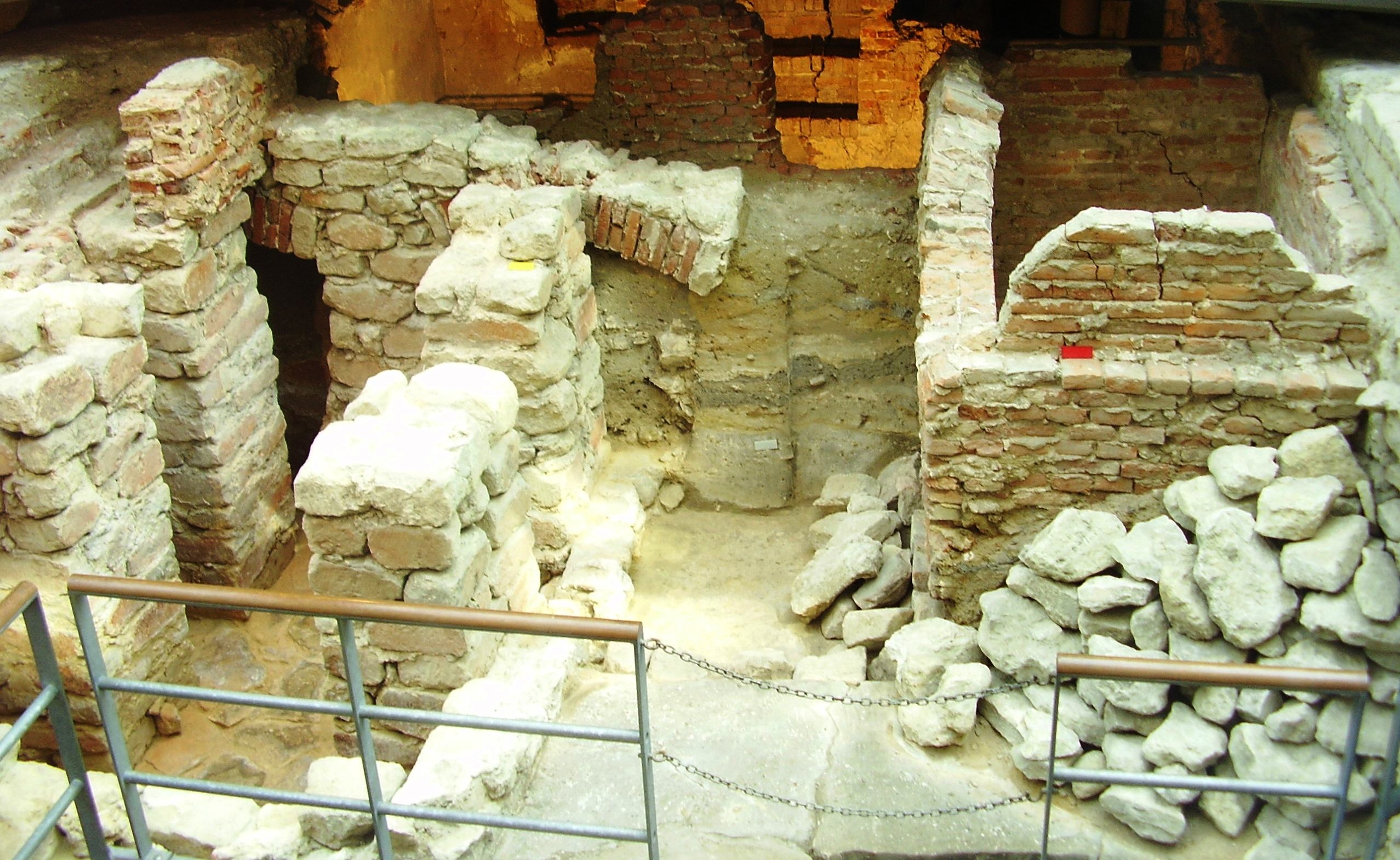
Keller

## Bestattungen
Im Minoritenkloster Brüssel wurden u. a. bestattet:
- Johann I., Herzog von Brabant († 1294)
- Margarete von Flandern († 1285), dessen Ehefrau
- Maria von Brabant († 1338), deren Tochter, Witwe von Graf Amadeus V. von Savoyen